# ناويا إشيغامي
ناويا إشيغامي (باليابانية: 石神 直哉) (2 مارس 1985 في كاميسو في اليابان – )؛ هو لاعب كرة قدم ياباني سابق كان يلعب كمدافع.

## وصلات خارجية
- ناويا إشيغامي على موقع رابطة كرة القدم اليابانية للمحترفين (اليابانية)
- ناويا إشيغامي على موقع قاعدة بيانات كرة القدم.إي يو (الإنجليزية)
- ناويا إشيغامي على موقع Soccerway.com (الإنجليزية)
- ناويا إشيغامي على موقع عالم كرة القدم.نت (الإنجليزية)